# (90482) Orcus
(90482) Orcus (con designación provisional 2004 DW) es un objeto del cinturón de Kuiper, más concretamente, un plutino. Aunque fue descubierto el 17 de febrero de 2004, se han encontrado imágenes en las que aparece fechadas en 1951.
Aunque no es considerado un planeta, es uno de los candidatos a engrosar la lista oficial de planeta enanos.

## Órbita

El diagrama muestra las órbitas de Orcus (azul), Plutón (rojo) y Neptuno (gris). Las posiciones marcadas se corresponden con abril de 2006. También están marcados sus perihelios y afelios.

Orcus es un plutino típico (un objeto en resonancia orbital en razón 2:3 con Neptuno). La forma de su órbita se parece a la de Plutón (ambos tienen perihelios sobre la eclíptica), pero está orientada de manera diferente. Aunque en un punto su órbita se acerca a la de Neptuno, la resonancia entre ambos objetos significa que siempre están separados por una distancia considerable (hay siempre una separación angular de más de sesenta grados entre ellos).

## Características físicas

### Tamaño y magnitud
La magnitud absoluta de Orcus es 2,3 (comparable con el 2,6 de Quaoar, otro objeto del cinturón de Kuiper). Usando un albedo aproximado de 0,09, Trujillo estima que su diámetro está alrededor de los 1600 km, lo que convierte a Orcus en el mayor plutino conocido por detrás de Plutón, y el sexto mayor objeto transneptuniano conocido, después de Eris, Plutón, Makemake, Haumea y Sedna.

### Colores y espectros
Las observaciones con infrarrojos hechas por el European Southern Observatory dan resultados consistentes con mezclas de hielo y compuestos de carbono. Además, el espectro de infrarrojos tomado con el telescopio Gemini confirmó una modesta presencia de hielo, compatible con una cubierta del 15-30 %, pero no más del 50 % de la superficie. Esto significa que hay menos hielo que en Caronte, pero una cantidad similar que en Tritón. También se encontró metano en estado sólido, en una cantidad menor del 30 %, lo que deja abierta la posibilidad de descubrir otros componentes en el futuro.
Los objetos transneptunianos presentan una gran diversidad de colores y espectros incluso entre objetos con órbitas similares. Orcus presenta un color neutral en comparación con la intensidad de color de objetos como Ixión.

## Nombre
Bajo las pautas de asignación de nombres de la Unión Astronómica Internacional, los objetos con órbitas como la de Plutón reciben su nombre de deidades del inframundo. En consecuencia, los descubridores de Orcus sugirieron este nombre a partir de Orco, un dios del inframundo en la mitología romana. El nombre fue aprobado y publicado el 22 de noviembre de 2004.

## Vanth
Vanth es el único satélite natural que se le conoce al plutino Orcus. Fue descubierto por Mike Brown y T.-A. Suer utilizando imágenes tomadas por el telescopio espacial Hubble el 13 de noviembre de 2005. Su descubrimiento fue confirmado el 22 de febrero de 2007 en la Circular de la UAI 8812